# 非致死性兵器

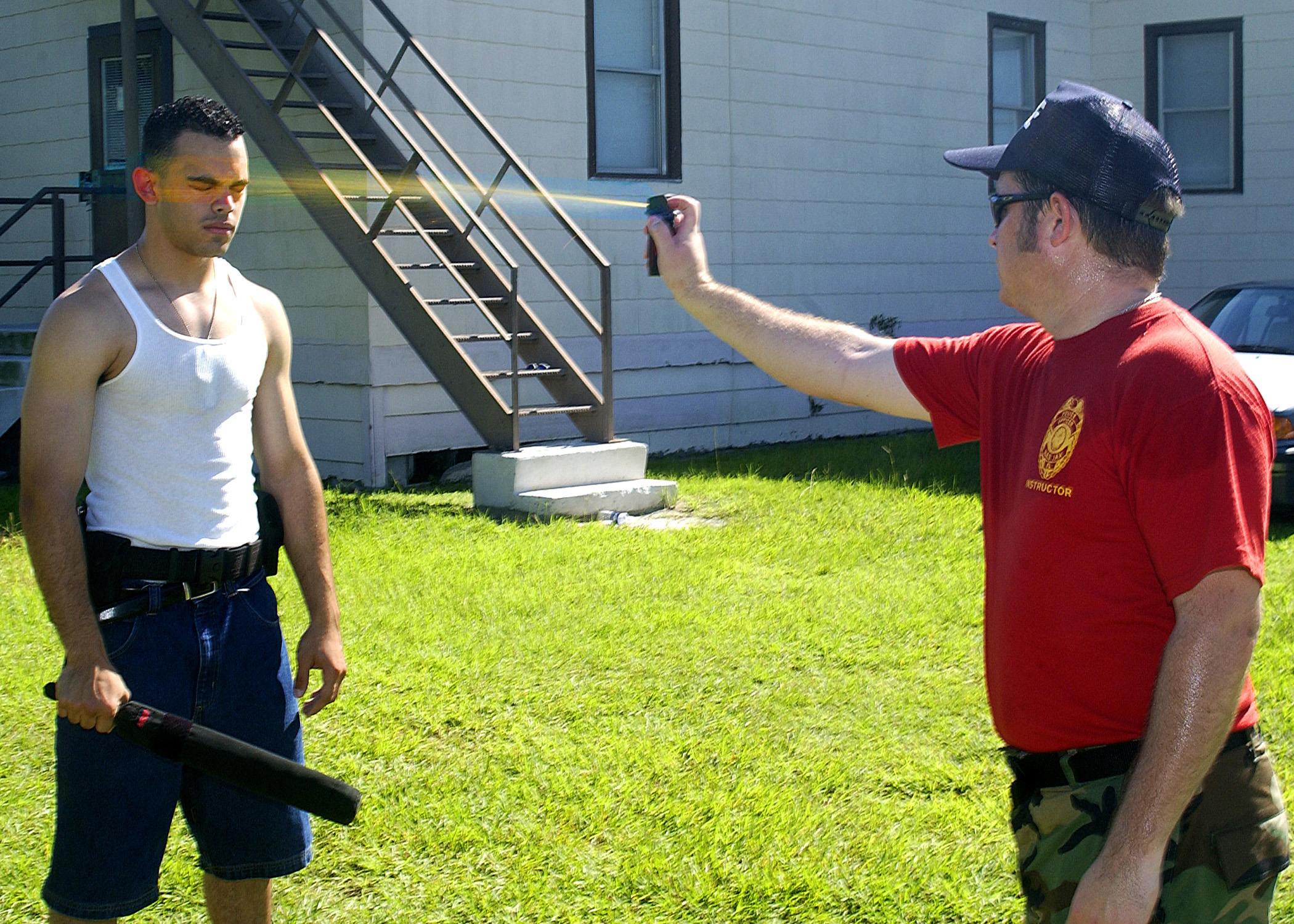
催涙スプレーのデモンストレーション

非致死性兵器（ひちしせいへいき）とは、相手を死傷させることなく無力化する兵器である。ノン・リーサル・ウエポン (non-lethal weapons) とも称される。死傷者の発生により非致死性兵器とされたものが、低致死性兵器 (less-lethal weapons) に置き換わる場合もある。

## 概要
暴動鎮圧などで警察や軍隊が民間人に対して発砲して殺傷することが社会問題化し、殺傷せず鎮圧する方法が求められて考案された。重大な後遺症を生じない非致死や致傷性のものは、警備会社や民間人が自衛手段に用いる場合がある。
非致死性兵器による死傷事故も報告され、1980年代に南アフリカの反アパルトヘイト闘争で起きた暴動で、ゴム弾が至近距離で発射された場合に死傷者が発生した。日本で、安保闘争や三里塚闘争で発射された催涙弾の直撃を受けた者が死傷する東山事件があった。1990年代から広く利用されて後遺症が残らないとされるスタンガンも死亡事故は発生し、2007年に空港で暴れた男性が警備員にテイザー銃（電極発射式のスタンガン）で撃たれて死亡した。
モスクワ劇場占拠事件で使用されて人質129名が窒息死したKOLOKOL-1は無力化ガスと称していたが、実際に使用しないと人体の反応が判然としない物質もあり、使用実績のある催涙ガスも、嘔吐物が気道を閉塞して窒息する危険性も指摘される。
軍事評論家の江畑謙介は、死に至らしめる可能性が完全に排除された字義通りの非致死性兵器はほぼ存在しない、と1995年に述べる。
アメリカ合衆国の警察組織は、非致死性 (non-lethal) ではなく、低致死性 (less-lethal) の語を用いている。
2018年ジュネーブで、法執行機関の低致死性兵器使用で死傷者を生じないためのガイドライン『2018 Geneva Guidelines on Less-Lethal Weapons and Related Equipment in Law Enforcement』が定められた。

## 種類
- 催涙ガス
- 催涙スプレー
- 嘔吐剤 （くしゃみ剤）
- スタンガン
- ゴム弾
- ビーンバッグ弾
- 破砂・水砲
- スタングレネード（閃光発音筒）
- 刺又
- 放水砲
- インパルス消火システム
- 音響兵器
- アクティブ・ディナイアル・システム
- 機動阻止システム
- 停電爆弾
- 麻酔銃
- 発煙弾
- 脳内音声兵器
- ボララップ

- スカンク (兵器)